# 李爾·湯連
李爾·馬斯·湯連（英語：Lee Marc Tomlin，1989年1月12日—） 是一名英格蘭足球員，場上司職前鋒或翼鋒，亦可擔任｢10號｣第二前鋒的角色，出身魯斯頓鑽石青訓系統，現時效力英乙球會華素爾。

## 榮譽

### 個人
米杜士堡
- 英冠每月最佳球員：2015年1月 [2]；

## 外部連結
- 足球数据库：李爾·湯連的球员统计数据